# ヴューズ
株式会社ヴューズは、 エンターテイメントソフトの卸売・企画販売、LED照明機器等の企画販売を行う商社である。

## 沿革
- 1989年10月 - 大阪市中央区瓦屋町に日本デクスタ関西株式会社として設立。
- 1991年3月 - 本社を浪速区恵美須西に移転。
- 1993年
  - 9月 - 株式会社ヴューズに社名変更。
  - 11月 - 東京営業所開設。
- 1999年4月 - 本社ビル完成、本社を大阪市浪速区恵美須西1-4-19 ヴューズビルに移転。
- 2002年 - 売上高140億達成。
- 2010年10月 - LED照明販売事業を開始。
- 2015年10月 - 水素水生成器販売事業を開始[1]。
- 2018年4月 - 水素を活用したソリューションを提供する企業として株式会社JHEを設立[2]。

## ゲームソフト事業

### PCゲーム
- レミニセンス
- 双子座のパラドクス
- 終わる世界と双子座のパラダイス
- ねこまっしぐら ねこみみカフェにようこそ
- まじかるカナン2
- 桜花裁き
- 星降る夜のファルネーゼ

### ブラウザゲーム
- 俺はこの娘(コ)を飼育する[3]
- 性剣錬成モンハメサーガ[4](猟戦武姫アームスブリード)

## その他の事業
- LED照明販売
- 水素水生成器販売
- 害獣撃退機器販売
- PeFl -Petite Florista-　※メーカーオフィシャル通販・配送代行サイト[5]

## 関連会社
- 有限会社エーアイシステム販売
- 有限会社大吉 - Charara Recordという店舗名でAmazon.co.jpに出店。
- 株式会社スカーレットキューブ - キャラクターグッズ・音楽ソフトの制作・発売。
- 株式会社ガダバ - メーカーオフィシャル通販代行・美少女ゲーム・グッズの通販サイト「nijijyu.net」を運営。
- 株式会社JHE - 地方創生事業、高純度酸化マグネシウム製造販売、プラント製造・ 運用支援

## イベント主催
- 美少女ゲームフェアキャララ!!

## 撤退した事業
- キャララ!!.CC - 美少女ゲームのダウンロード販売サイト。
- バッチグー - 美少女ゲーム関連のインターネット通販サイト。